# Iriomote-džima (sopka)
Iriomote-džima je podmořský vulkán, nacházející se asi 25 km severovýchodně od ostrova se stejným jménem a asi 35 km jihozápadně od ostrova Išigaki-Šima v Jihočínském moři, v hloubce asi 200 m pod hladinou. Jediná erupce vulkánu byla pozorována 31. října 1924, kdy došlo k vymrštění asi 1 km³ ryolitové pemzy, jejíž fragmenty se našly až na Hokkaidu.